# Yeşilova, Mustafakemalpaşa
Yeşilova là một xã thuộc huyện Mustafakemalpaşa, tỉnh Bursa, Thổ Nhĩ Kỳ. Dân số thời điểm năm 2011 là 1.759 người.